# OfficeTrack
OfficeTrack es una plataforma de servicios móviles que posibilita el flujo permanente de información digital entre los empleados en campo y la base de operaciones de una compañía.
Combina una web para la gestión y monitoreo de las operaciones del personal en campo, con una app móvil, instalada en los celulares o tabletas de los empleados.
El sistema está compuesto por diferentes módulos combinables entre sí, que se potencian sinérgicamente, mejorando los procesos de control y administración que involucran al personal en calle.
La plataforma puede utilizarse como sistema autónomo y aislado, o bien integrado a los softwares internos de las empresas (ERM, TMS, CRM, etc.) que pueden ir desde planillas Excel hasta SAP, Dynamics, Remedy, Brainsys, HP Service Manager, etc.
OfficeTrack puede funcionar tanto Online como Offline donde no haya conexión de datos.

## Historia
La empresa OfficeCore, de origen israelí, se crea en 2000 con el objetivo de desarrollar, comercializar y distribuir plataformas de servicios de gestión y localización vía teléfonos inteligentes para industrias, proveedores de servicios y operadores de telefonía celular a nivel mundial.
Una de las herramientas más importantes es OfficeTrack, dirigida al mercado corporativo. Brinda servicios móviles de gestión de procesos como: seguimiento, realización de tareas en campo, presentismo, toma de pedidos, asistencia y formularios, todo configurado según las necesidades de cada cliente.
En el año 2013 OfficeCore se abre al mercado latinoamericano, instalando oficinas en Argentina, Colombia y Perú para la comercialización de su App OfficeTrack.
Actualmente la compañía está presente en Israel y varios países de América, Europa, África, Asia y Oceanía, brindando servicios a empresas públicas y privadas que cuentan con empleados fuera de la oficina para gestionar procesos / tareas / asistencias / pedidos/ Formularios/ localización.

## Usos
- Certificación de avances de obra, construcciones / entregas / reparaciones, etc.
- Certificación de permisos del personal.
- Mantenimiento preventivo / correctivo.
- Optimización y ruteo de actividades.
- Gestión de contratistas.
- Control de inventario.
- Registro de sucesos.
- Pruebas de entrega/recepción de equipos, materiales, insumos serializados, etc.
- Auditorías.
- Seguridad e Higiene, personal habilitado (con ART y cursos al día), maquinaria en uso.
- Control de asistencia y Presentismo.
- Posicionamiento y Trackings históricos del personal / equipos / ventas / entregas / reparaciones, documentación.
- Mesa de entradas.
- Registro de toma de muestras, sucesos, eventualidades, mediante el uso de formularios dinámicos, inteligentes y personalizados

## Módulos
- Ticketing
- Tareas
- Formularios
- Informes estandarizados
- Diseñador de reportes
- Contratistas
- Geolocalización
- Gestión de asistencias
- Emergencias y alertas
- OSM Business
- Google Maps
- Tiempo estimado de arribo (E.T.A.)
- Encuestas
- Optimización y ruteo
- Booking (reservas) y agendamiento
- BID (Oferta / Subasta)
- Dashboard
- Distribución / Auto asignación
- Órdenes de trabajo
- Pedidos
- Integración con GPS vehicular